# Le Jeu de la vérité (téléfilm)
Pour les articles homonymes, voir Le Jeu de la vérité.
Le jeu de la vérité (Betrayals) est un téléfilm canadien réalisé par Nell Scovell et diffusé aux États-Unis le 11 novembre 2007 sur Lifetime.

## Fiche technique
- Réalisation : Nell Scovell
- Scénario : Claire Scovell LaZebnik et Nell Scovell
- Durée : 90 minutes
- Pays :  Canada

## Distribution
- Sarah Joy Brown (en) (VF : Sybille Tureau) : Emily Winstead
- Elisa Donovan (VF : Marjorie Frantz) : Carson (Caroline) O'Conner
- Kira Clavell (de) (VF : Laura Blanc) : Wendy Hartman
- Jim Thorburn (VF : Eric Aubrahn) : Howard Winstead
- Jordan Ladd (VF : Véronique Picciotto) : Avis (Alice) Monroe
- Marissa Jaret Winokur (VF : Anne Rondeleux) : Docteur Theodora « Teddy » Hohn
- Susan Hogan (VF : Anne Rochant) : Madame Monroe, la mère d'Alice
- Shawn Roberts : George Watnick
- Benjamin Ayres (en) (VF : Arnaud Arbessier) : Javier Sarmiento
- Stephen Huszar (en) (VF : Stéphane Ronchewski) : Caleb, le prof de Yoga
- Kurt Evans : John Hohn
- Roger Haskett (VF : Pierre Laurent) : Ron
- Jillian Fargey (VF : Marie-Martine) : Rachel
- Colin Lawrence (en) (VF : Jean-Paul Pitolin) : Tom
- Stephen Powell : Jim Carvell
- Lowela Jotie : Rita
- Darien Provost : Robert Winstead
- Emma Karwandy : Louisa Winstead
- Kirsten Williamson (en) : Hannah
- Joanna Reid : Femme
- Jason Collins : Barman